# Colette Lorand
Colette Lorand-Doetterl (* 7. Januar 1923 in Zürich; † 26. April 2019 in Ebenhausen), eigentlich Colette Grauaug, war eine Schweizer Opernsängerin.

## Leben und Wirken
Colette Lorand stammte aus einer musikalischen Familie. Ihre Grossmutter, von ungarischer Herkunft, war eine in ihrer Heimat gefeierte Sängerin. Colette Lorand wuchs in Zürich auf und studierte zunächst Gesang an der Musikhochschule Hannover, später privat bei Melitta Hirzel in Zürich.
1945 debütierte sie am Stadttheater Basel als Marguerite in der Oper Faust von Charles Gounod. Von 1951 bis 1956 war sie festes Ensemblemitglied am Opernhaus Frankfurt, wohin sie als Koloratursopran engagiert worden war. 1955 gastierte sie als Königin der Nacht in der Eröffnungsvorstellung der neu erbauten Hamburger Staatsoper. Von 1955 bis 1957 und von 1960 bis 1969 war sie festes Ensemblemitglied der Hamburger Staatsoper. In der Spielzeit 1963/64 sang sie dort die Koloraturpartie der Frau Fluth in einer Neuinszenierung der Oper Die lustigen Weiber von Windsor (Premiere: Weihnachten 1963, Regie: Boleslaw Barlog). In Hamburg sang sie auch erstmals das Evchen in Wagners Die Meistersinger von Nürnberg und liess somit das Koloraturfach hinter sich.
Ab 1969 hatte sie mehrere Gastverträge, unter anderem mit der Münchner Staatsoper, wo sie regelmässig in Inszenierungen Günther Rennerts auftrat, dem Staatstheater Stuttgart, der Deutschen Oper Berlin und der Deutschen Oper am Rhein in Düsseldorf. Ausserdem trat sie als Gast am Opernhaus Zürich auf. Internationale Gastspiele führten Colette Lorand unter anderem an die Opernhäuser von Rom, Neapel, Lissabon, Kairo und Rio de Janeiro. An der Wiener Staatsoper gastierte sie erfolgreich als Violetta in La Traviata und als Königin der Nacht in Die Zauberflöte. In Lissabon sang sie 1961 am Teatro San Carlos die Konstanze in Mozarts Die Entführung aus dem Serail. Am 22. November 1969 gestaltete sie im Opernhaus Dortmund in der europäischen Erstaufführung von Marvin David Levys Oper Trauer muss Elektra tragen (Mourning Becomes Electra) die Partie der Lavinia.
In der Spielzeit 1981/82 sang sie am Stadttheater Basel die Rolle der Emilia Marty in der Oper Die Sache Makropoulos von Leoš Janáček. Mit dieser Rolle nahm sie Ende der Spielzeit 1982/83 am Stadttheater Basel auch Abschied von der Bühne.
Seit ihrem Rückzug von der Bühne lebte Colette Lorand in Ebenhausen bei München.

## Repertoire
Colette Lorand wurde vor allem als Koloratursopranistin bekannt. Zu ihren grossen Opernpartien gehörten Mozart-Rollen wie die Konstanze, Königin der Nacht und die Figaro-Gräfin, weiter die Traviata und die Titelrolle in Salome. Lorand galt besonders als Spezialistin für die zeitgenössische und moderne Musik des 20. Jahrhunderts. Sie sang unter anderem Werke von Frank Martin, Hans Werner Henze und Krzysztof Penderecki.
Sie wirkte in mehreren Opern-Uraufführungen mit, unter anderem 1966 in Hamburg in Zwischenfälle bei einer Notladung von Boris Blacher, 1972 in Berlin in Elisabeth Tudor von Wolfgang Fortner und 1973 bei den Salzburger Festspielen in De temporum fine comoedia von Carl Orff. Im Juli 1978 sang sie am Nationaltheater München die Königstochter Regan in der Uraufführung der Oper Lear von Aribert Reimann. Mit dieser Rolle gastierte sie, „mit blondem Lockenspiel, abstoßend, wunderbar hysterisch, unmenschlich“ in der Spielzeit 1982/83 (Premiere: November 1982) auch in der französischen Erstaufführung an der Pariser Oper in der französischen Übersetzung des Werks von Antoinette Becker.
Für den Rundfunk und das Fernsehen unternahm Colette Lorand ausserdem seltene Ausflüge in die Operette, wo sie musikalische Glanzlichter setzte. 1954 wirkte sie beim NWDR in der Titelrolle von Die Zirkusprinzessin von Emmerich Kálmán mit. Für das ZDF übernahm sie 1974 die Rolle der Gutsbesitzerin Ilona in der Verfilmung der Operette Zigeunerliebe von Franz Lehár. 1971 sang sie eine Operettenpartie auch auf der Bühne: an der Staatsoper Stuttgart übernahm sie die Hanna Glawari in der, vom Ballettdirektor John Cranko inszenierten und von Jürgen Rose spektakulär ausgestatteten Lehàr-Operette Die lustige Witwe.  
Das durch Rundfunkaufnahmen, Live-Mitschnitte und Schallplatten überlieferte musikalische Werk von Colette Lorand wurde in den letzten Jahren teilweise auch auf CD wiederveröffentlicht. Im Elektra-Opernfilm aus dem Jahre 1981 (Regie: Götz Friedrich; Dirigent: Karl Böhm) mit Leonie Rysanek in der Titelpartie gestaltete sie die „finster-grimmige“ Aufseherin.